# Muguruma Takuya
Takuya Muguruma (sinh ngày 13 tháng 6 năm 1984) là một cầu thủ bóng đá người Nhật Bản.

## Sự nghiệp câu lạc bộ
Takuya Muguruma đã từng chơi cho Kyoto Purple Sanga, Albirex Niigata và Tokushima Vortis.